# Breg (vattendrag)

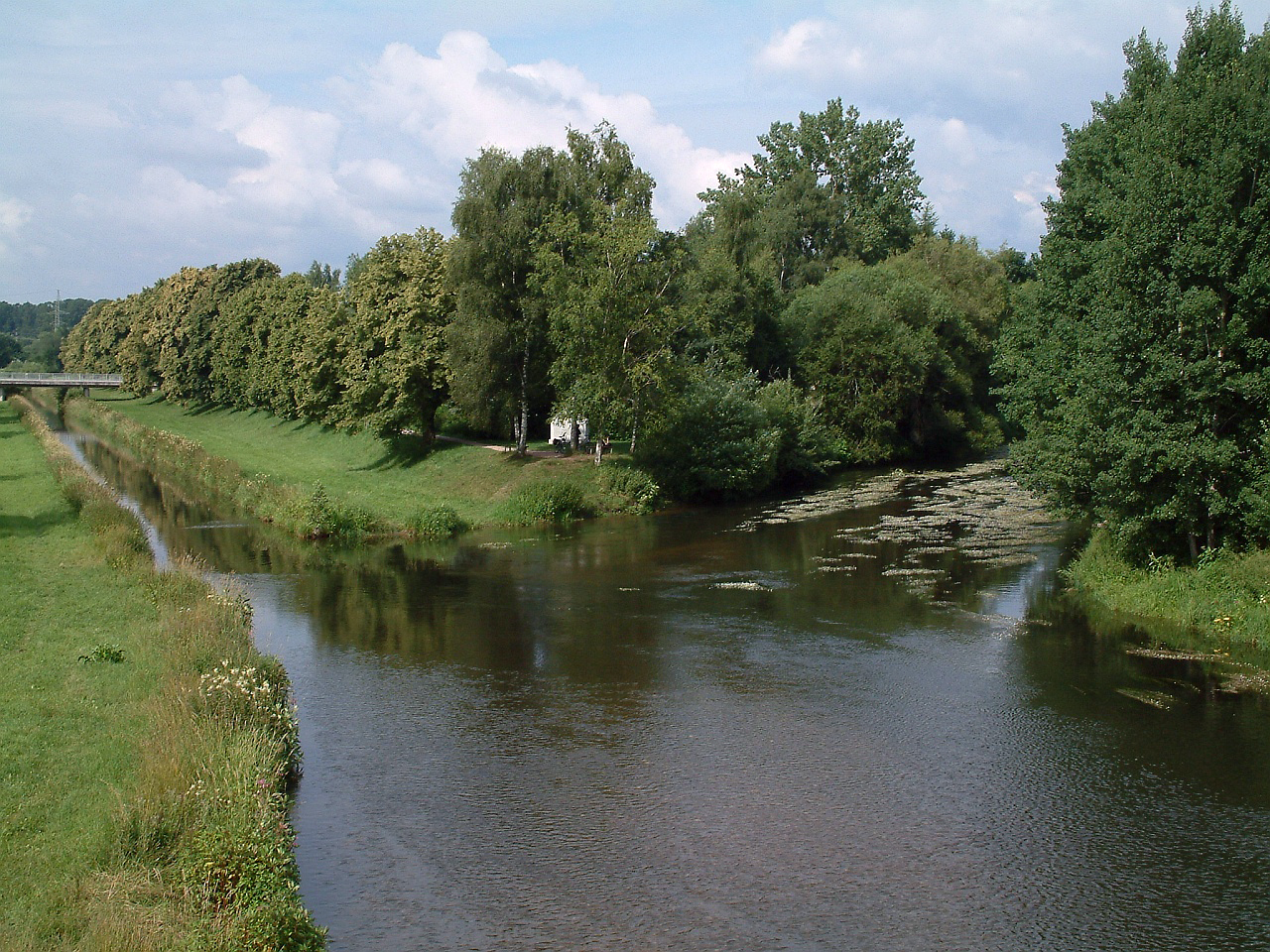
Breg (t.v.) möter floden Brigach (t.h.) och bildar Donau.

Breg är en 46 kilometer lång flod i delstaten Baden-Württemberg i södra Tyskland. Flodens källa finns 1,078 meter över havet och sex kilometer nordväst om Furtwangen im Schwarzwald. Den rinner genom städerna Furtwangen im Schwarzwald, Vöhrenbach, Bräunlingen, Hüfingen och Donaueschingen. I Donaueschingen möter Breg floden Brigach och bildar Donau.